# Lord Steppington
Lord Steppington è il primo album del duo hip hop statunitense Step Brothers formato dal rapper Evidence e dal produttore The Alchemist, pubblicato nel 2014. Ottiene un punteggio pari a 79/100 su Metacritic. Ospiti dell'album Roc Marciano, Action Bronson, Domo Genesis, Blu, Styles P, Oh No e Fashawn.
| Recensione | Giudizio |
| ---------- | -------- |
| AllMusic   | [ 1 ]    |
| XXL        | [ 2 ]    |
| PopMatters | [ 2 ]    |
| HipHopDX   | [ 2 ]    |
| RapReviews | [ 2 ]    |
| Pitchfork  | [ 2 ]    |

## Tracce
1. More Wins – 2:31
2. Dr. Kimble – 2:56
3. Byron G (featuring Domo Genesis & The Whooliganz) – 5:38
4. Legendary Mesh – 3:12
5. No Hesitation (featuring Styles P) – 2:57
6. Swimteam Rastas – 5:30
7. Mums In The Garage (featuring Action Bronson) – 3:16
8. See The Rich Man Play (featuring Roc Marciano) – 3:18
9. Banging Sound (featuring Fashawn) – 3:19
10. Step Masters – 2:58
11. Tomorrow (featuring Rakaa & Blu) – 3:48
12. Draw Something (featuring Oh No) – 3:20
13. Buzzing Away – 3:27
14. Just Step – 2:23

Tracce bonus nell'edizione deluxe
1. String Cheese – 2:17
2. Bally Shoe (featuring Psycho Les & Fargo) – 3:49

## Classifiche settimanali
| Classifica (2014)         | Posizione massima |
| ------------------------- | ----------------- |
| Stati Uniti               | 60                |
| US Independent Albums     | 15                |
| US Top Rap Albums         | 8                 |
| US Top R&B/Hip-Hop Albums | 14                |